# قاسم‌آباد (گچساران)
قاسم‌آباد روستایی در دهستان امامزاده جعفر بخش مرکزی شهرستان گچساران استان کهگیلویه و بویراحمد ایران است.

## جمعیت
بر پایه سرشماری عمومی نفوس و مسکن در سال ۱۳۹۵ جمعیت این روستا ۲۳ نفر (۱۰خانوار) بوده‌است.